# Villabáñez
Villabáñez es un municipio y localidad española de la provincia de Valladolid, en la comunidad autónoma de Castilla y León. Cuenta con una población de 507 habitantes (INE 2024).

## Toponimia
El nombre del pueblo de Villabañez proviene de su fundador, un hombre llamado Bañez. Según la tradición local, Bañez llegó a la zona en el siglo VIII durante la época de la Reconquista, cuando los cristianos intentaban recuperar la península ibérica de los musulmanes. Bañez fundó un pequeño asentamiento en la zona que posteriormente se convertiría en el pueblo de Villabañez. El nombre "Villabañez" se refiere a la villa (del latín  villa, que significa "pueblo" o "aldea") fundada por Bañez. Con el tiempo, el nombre del fundador se fusionó con el término "villa" para formar el nombre actual del pueblo.

## Geografía

### Ubicación
Integrado en la comarca de Tierra de Pinares, se sitúa a 23 kilómetros de la capital provincial. El término municipal está atravesado por la carretera VP-2302.
| Noroeste: Renedo de Esgueva            | Norte: Olmos de Esgueva           | Noreste: Olmos de Esgueva  |
| Oeste: Tudela de Duero                 |                                   | Este: Villavaquerín        |
| Suroeste: Tudela de Duero y Traspinedo | Sur: Traspinedo y Sardón de Duero | Sureste: Olivares de Duero |

### Orografía
La geografía de Villabáñez se caracteriza por su relieve suave y ondulado. El terreno está compuesto por llanuras, campos de cultivo, bosques de pino y algunos arroyos y pequeñas corrientes de agua que serpentean por la zona.

## Historia
Durante la Edad Media estaba integrada en la Merindad del Infantazgo de Valladolid (en castellano antiguo citada como: Meryndat del Infantadgo de Ualladolid) una división administrativa de la Corona de Castilla, cuya descripción figura en el libro Becerro de las Behetrías de Castilla, redactado por las Cortes de Valladolid de 1351, cuando el estamento de los hidalgos solicitó al rey Pedro I la desaparición de las behetrías mediante su conversión en tierras solariegas.

### Segunda República
En la pequeña localidad de Villabáñez, ubicada en la provincia de Valladolid, España, la tensión social comenzó a aumentar desde el año 1931. Los montes comunales y su gestión se convirtieron en un tema candente, y la creación de una Asociación Católica de Obreros liderada por el cura local, Lorenzo Pérez González, no hizo más que aumentar la rivalidad entre los jornaleros y los terratenientes.
La influencia de los socialistas también fue importante en la localidad, donde acabaron por apoderarse del sindicato, convirtiéndolo en una Sociedad de Socorros Mutuos, lo que desató tensiones con la mencionada Asociación Católica de Obreros. Además, la rivalidad entre los dos casinos del pueblo, el de los jornaleros y el de "los ricos", también contribuyó a la tensión social.
La Casa del Pueblo, lugar de encuentro de los socialistas, organizaba numerosas actividades culturales, mientras que un núcleo de Juventudes Socialistas se dedicaba a organizar actividades para los jóvenes del pueblo.
En 1934, la  huelga de octubre trajo consigo cierta agitación, que se saldó con algunos detenidos, entre ellos Faustino Delgado Rodríguez, un joven obrero agrícola que cumplió casi un año de cárcel.
En las  elecciones de 1936, las fuerzas de izquierda realizaron una intensa campaña para el  Frente Popular, y al salir éste ganador, el cura redobló los esfuerzos para enfrentar a los vecinos de diferentes ideas, lo que desencadenó varios altercados.
Uno de ellos, en el que el cura fue encañonado por Demetrio Raso con una escopeta, dejó en evidencia la fuerte polarización política del pueblo. A pesar del mal ambiente, el alcalde Cipriano Hernando no prohibió la procesión del Corpus. Una vecina, Elvira Recio, colgó una  bandera republicana en su ventana, lo que desencadenó una serie de represalias en julio de 1936.
El pueblo de Villabáñez se convirtió así en un escenario de los inicios de la guerra civil española, y su historia queda como testimonio de las tensiones políticas y sociales que se vivieron en aquellos años turbulentos de la historia de España.

## Geografía humana

### Demografía
Cuenta con una población de 507 habitantes (INE 2024).
| Gráfica de evolución demográfica de Villabáñez entre 1842 y 2021 |
| |
| Población de derecho según los censos de población del INE Población de hecho según los censos de población del INEEntre el censo de 1857 y el anterior, crece el término del municipio porque incorpora a 475016 (Peñalba de Duero) |

## Administración y política
| Periodo   | Nombre                 | Partido                      |
| --------- | ---------------------- | ---------------------------- |
| 1979-1983 | Fernando Cítores Recio | PSOE                         |
| 1983-1987 | Fernando Cítores Recio | PSOE                         |
| 1987-1991 | Juan Ávila Repiso      | PSOE                         |
| 1991-1995 | Juan Ávila Repiso      | PSOE                         |
| 1995-1999 | Juan Ávila Repiso      | PSOE                         |
| 1999-2003 | Juan Ávila Repiso      | PSOE                         |
| 2003-2007 | Juan Ávila Repiso      | PSOE                         |
| 2007-2011 | Juan Ávila Repiso      | PSOE                         |
| 2011-2015 | Juan Ávila Repiso      | PSOE                         |
| 2015-2019 | Juan Ávila Repiso      | PSOE                         |
| 2019-2023 | Juan Ávila Repiso      | VPV (Vecinos por Villabáñez) |
| 2023-act. | Jesús Cítores Ávila    | PSOE                         |

## Patrimonio

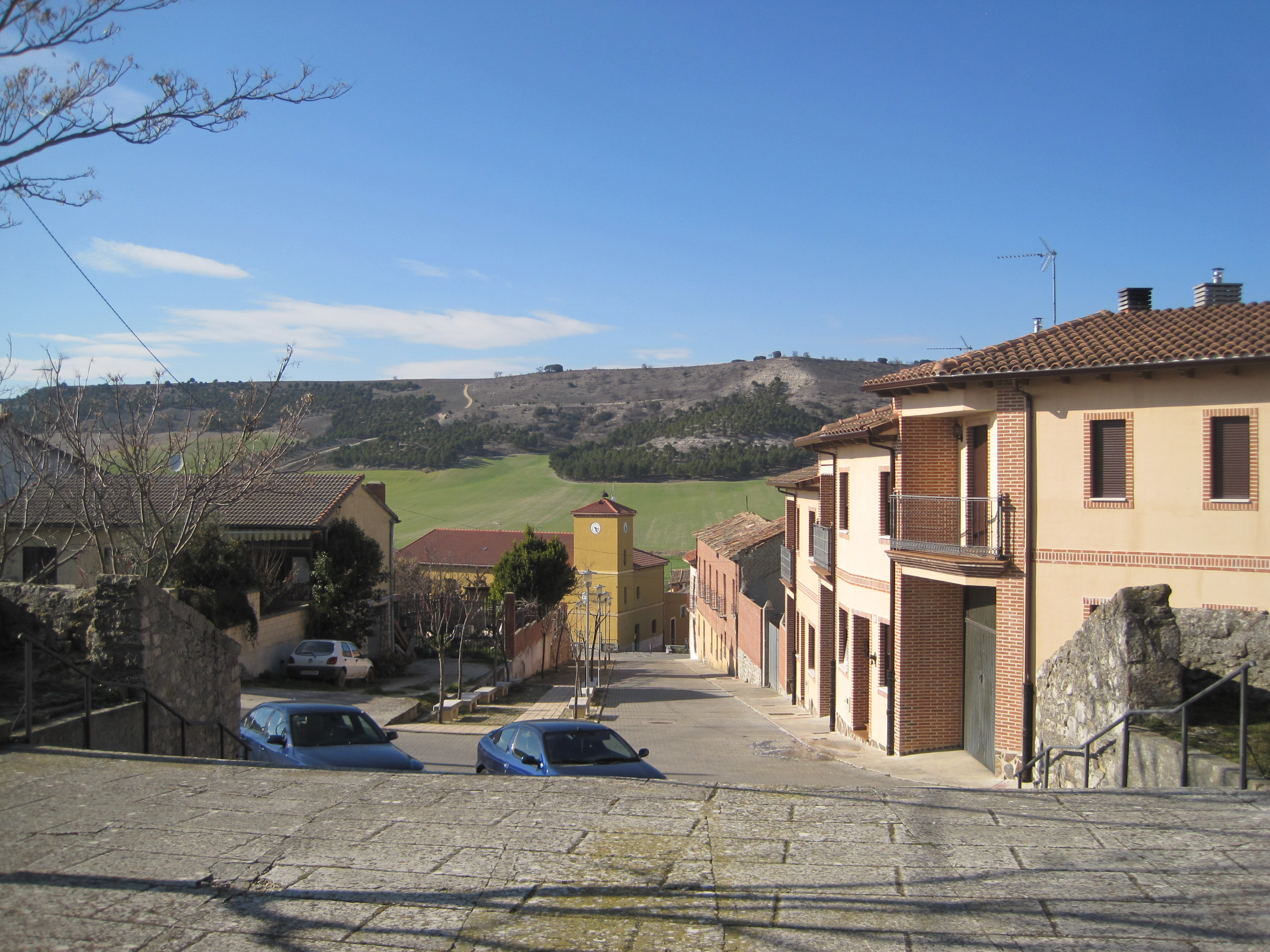
Una calle de Villabáñez

No es ampliamente conocido que el municipio solía incluir la aldea de Peñalba de Duero, y ambos lugares eran considerados estratégicos durante la Reconquista. Por esta razón, ambos lugares estaban amurallados y se convirtieron en importantes fortalezas. Incluso, Peñalba llegó a ser la cabeza de una villa y tenía un puente que fue reconstruido durante varios siglos, pero desafortunadamente fue completamente destruido durante la Guerra de la Independencia a manos de las tropas de Napoleón

### Iglesia de la Asunción de Nuestra Señora
En el pasado, Villabáñez contaba con dos templos de estilo románico: Santa María y Santa María Magdalena (no se conservan restos de este último).
En el siglo XVI, el primer templo estaba en ruinas y fue reconstruido, y un siglo después, se finalizaron las obras que transformaron el nombre y el estilo del templo en la actual iglesia de la Asunción de Nuestra Señora, un templo gótico renacentista con una torre de piedra.
La iglesia contiene valiosas piezas de arte en su interior, como un retablo de Gregorio Fernández, un Calvario con tallas de la Virgen, María Magdalena y San Juan, así como una escultura de San Miguel atribuida a José de Rozas, uno de los escultores más importantes del siglo XVII.

### Ermita del Santo Cristo de la Guía
Además, en el pasado, Villabáñez tenía varias ermitas, pero hoy en día solo se conserva la del Santo Cristo de la Guía, que fue construida en el siglo XVI y es de gran belleza arquitectónica. Esta capilla de piedra cuenta con una hornacina en su fachada que contiene una Piedad. Anteriormente, esta ermita era conocida como la de Santa Cruz.
La ermita, que se encuentra protegida por un destacado crucifijo en su parte exterior y que se atribuye a Francisco de la Maza, quien también realizó el retablo mayor de la iglesia, contiene un retablo neoclásico del siglo XVIII. Además, en su interior, hay dos excepcionales tallas de gran belleza, un Cristo que data del siglo XVI y una Dolorosa del siglo XVII.

### Chozo del Salerillo
Además de su riqueza artística, este pueblo tiene un entorno de gran importancia para la agricultura y la ganadería, y una muestra de ello es el Chozo del Salerillo, una cabaña del siglo XVII que solía ser refugio para los pastores y que fue restaurada por un habitante local llamado Epifanio Ávila Gregorio.

### Fuente Vieja y lavaderos
Los antiguos lavaderos de piedra de los pueblos eran lugares públicos donde las mujeres del pueblo solían lavar la ropa y otros enseres. Solían ubicarse cerca de una fuente de agua o de un río y estaban construidos en su mayoría con piedra. Muchas veces eran lugares de encuentro y de socialización para las mujeres del pueblo. Con la llegada de la electricidad y la modernización de los hogares, los lavaderos públicos dejaron de utilizarse y muchos de ellos cayeron en desuso y fueron abandonados como es el caso de esta fuente y sus lavaderos, que actualmente se encuentran en mal estado de conservación.

### Tercia real
El edificio de las tercias reales tenía como objetivo servir como almacén para depositar y custodiar los productos que estaban sujetos al pago del impuesto de la "tercia". Este tributo gravaba la producción y comercio de diversos productos, como vino, aceite, carne y otros bienes.

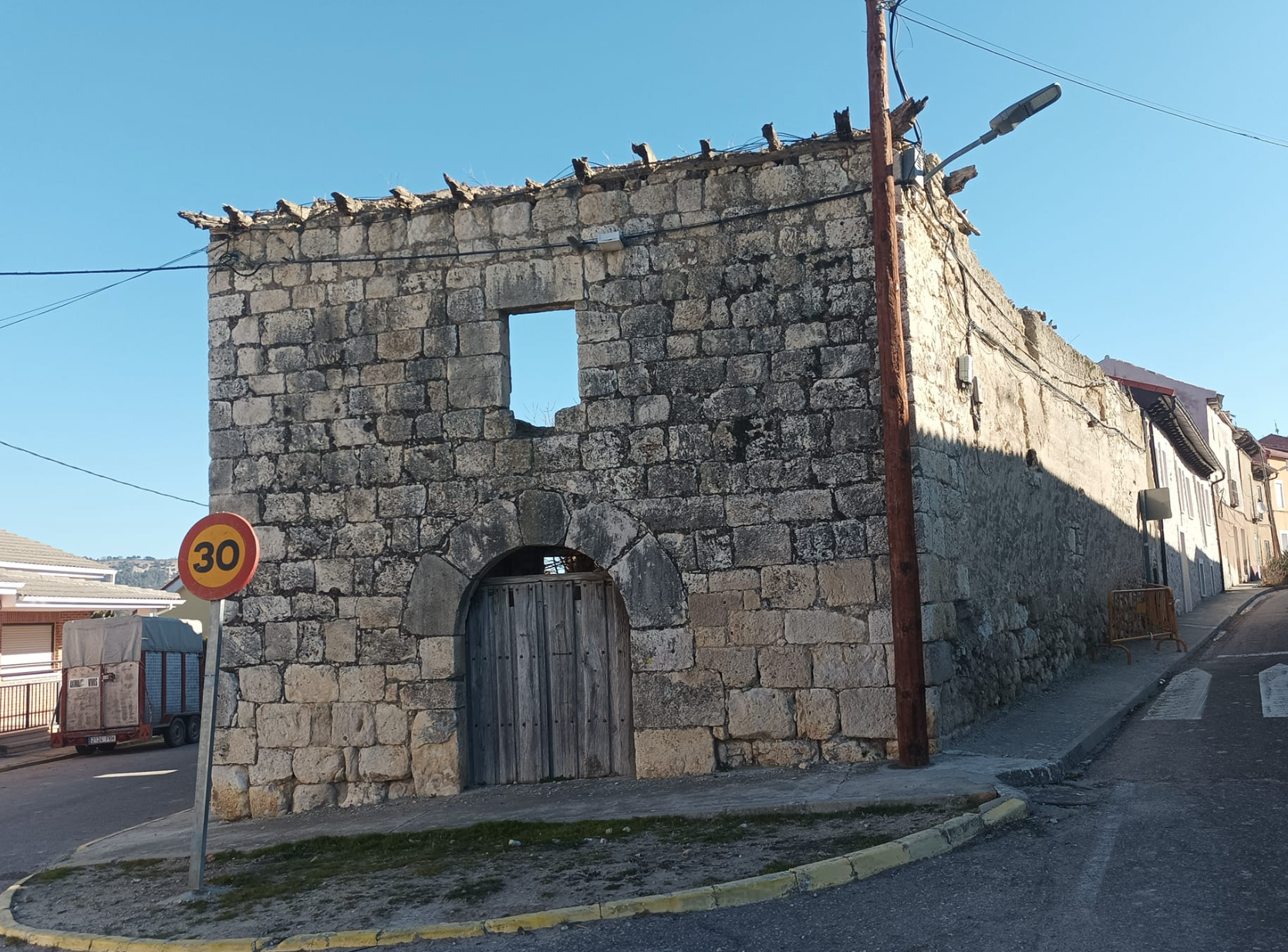
Tercia real
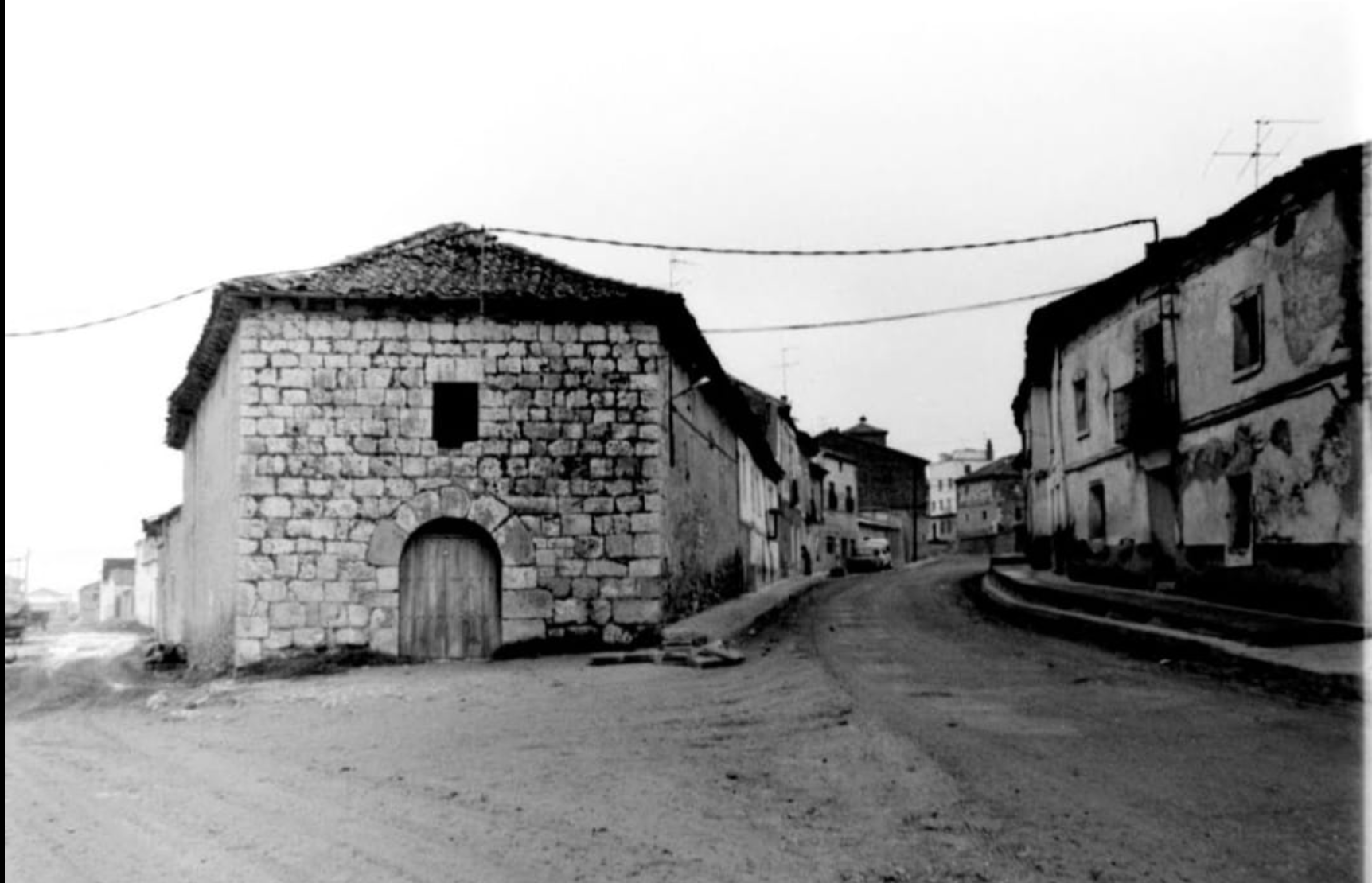
Foto antigua de la tercia real

Con el paso del tiempo, el impuesto de la "tercia" perdió importancia y el edificio de las tercias reales fue abandonado y se deterioró progresivamente. Hace años, el tejado se derrumbó y actualmente se encuentra en muy mal estado de conservación.

## Fiestas
En Villabañez se celebran varias fiestas a lo largo del año, siendo las más destacadas las siguientes:
- San Antón: El 17 de enero se celebra la festividad de San Antón, patrón de los animales. En esta fecha se lleva a cabo una procesión en la que los vecinos recorren las calles del pueblo cantando canciones.

- Semana Santa: Durante la Semana Santa, se llevan a cabo varias misas.
- San Isidro: El 15 de mayo se celebra la festividad de San Isidro Labrador, patrón de los agricultores. En esta fecha se lleva a cabo una romería en la que los vecinos desplazan por el pueblo al santo y comparten una comida en el ayuntamiento.

- Fiestas patronales: Las fiestas patronales en honor a Nuestra Señora de la Asunción se celebran durante el mes de junio. Durante estas fiestas, se llevan a cabo diferentes actividades como verbenas, juegos infantiles, competiciones deportivas y actividades culturales y artísticas.

Además de estas fiestas, en Villabañez también se celebran otras festividades como la noche de  San Juan o el día de la matanza del cerdo el 18 de diciembre, entre otras.